# Sauti Kuu (Stiftung)

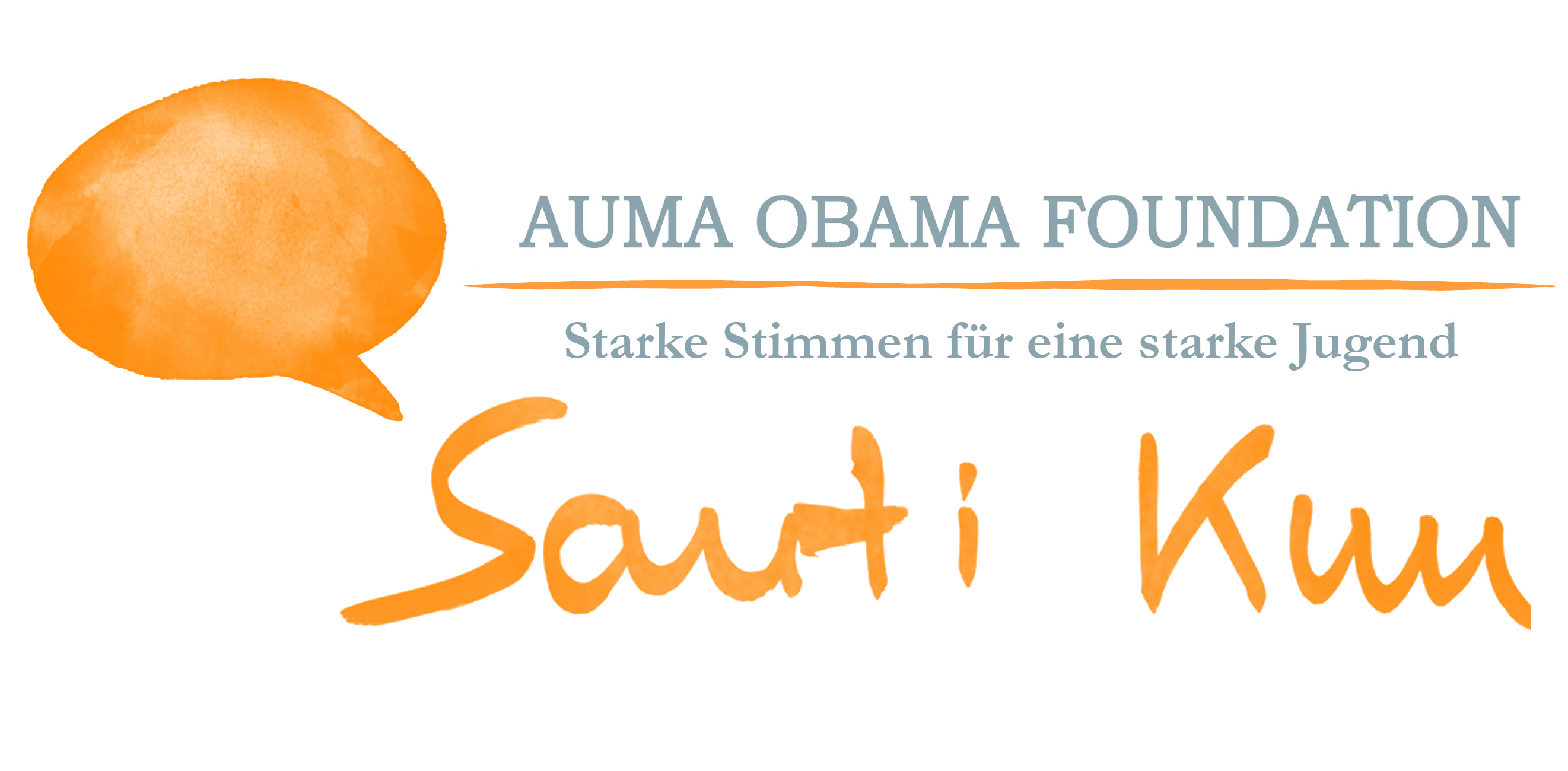
Logo der Auma Obama Foundation – Sauti Kuu

Die Auma Obama Foundation – Sauti Kuu (Swahili Sauti Kuu ‚Starke Stimmen‘) ist eine Stiftung, die in Kenia gegründet wurde und seit 2013 auch in Deutschland aktiv ist. Initiatorin und Vorstandsvorsitzende ist die Kenianerin Auma Obama, eine Halbschwester des ehemaligen US-Präsidenten Barack Obama.
Die Organisation unterstützt Kinder und Jugendliche in ihrem selbständigen Handeln und versucht, Starthilfe für ein eigenständiges und finanziell unabhängiges Leben zu leisten. Das Ziel ist, dass Kinder, Jugendliche und Familien ihre eigenen Ressourcen und Potenziale entdecken, entfalten und gezielt nutzen können. Die Arbeit der Stiftung fokussiert dabei auf die Bereiche Persönlichkeitsentwicklung, Aus- und Weiterbildung sowie nachhaltiges ökonomisches Wachstum.
Die Organisation wird von vielen internationalen Partnern unterstützt.
2019 wurde Auma Obama für Sauti Kuu der Hans-Rosenthal-Ehrenpreis zugesprochen.